# Kronobergs län
Kronobergs län er et län (amt) i det sydvestlige Småland. Länet grænser mod syd til Blekinge län og Skåne län, mod vest til Hallands län, mod nord til Jönköpings län og mod øst til Kalmar län. Länet blev oprettet i 1674, og residensbyen er Växjö. Kronobergs län fik sin nuværende form i 1687, hvor Jönköpings län blev udskilt. Navnet stammer fra Kronobergs slotsruin, der ligger ved Växjö.
Det tyndtbefolkede län er præget af omfattende nåleskove med mange søer (blandt andre Bolmen, Åsnen, Möckeln) og landbrugsområder.
Der er et veludbygget erhvervsliv, og länet har et af de laveste arbejdsløshedstal i Sverige.

## Større byer
De ti største byer i Kronobergs län, sorteret efter indbyggertal:
| #  | Byområde   | Befolkning |
| -- | ---------- | ---------- |
| 1  | Växjö      | 55.600     |
| 2  | Ljungby    | 14.810     |
| 3  | Älmhult    | 8.518      |
| 4  | Alvesta    | 7.647      |
| 5  | Markaryd   | 3.826      |
| 6  | Tingsryd   | 3.023      |
| 7  | Hovmantorp | 3.001      |
| 8  | Lessebo    | 2.623      |
| 9  | Åseda      | 2.430      |
| 10 | Rottne     | 2.224      |

Indbyggertal pr. 31. december 2005, Statistiska centralbyrån (SCB).
- Wikimedia Commons har flere filer relateret til Kronobergs län

56°47′N 14°26′Ø / 56.79°N 14.44°Ø